# Objaw Katza-Wachtela
Objaw Katza-Wachtela – elektrokardiograficzny objaw będący jednym z  wykładników przerostu zarówno prawej jak i lewej komory serca, polegający na tym, że: stosunek wysokości załamków R i S w odprowadzeniach V2–V4 lub dwóch albo więcej odprowadzeniach kończynowych wynosi około 1. 
Pomimo istnienia tego (i innych) objawów elektrokardiograficznych rozpoznanie przerostu obu komór serca jest obarczone znacznym błędem – do tego celu służy echokardiografia.